# Graptodytes ignotus
Graptodytes ignotus é uma espécie de insetos coleópteros pertencente à família Dytiscidae.
A autoridade científica da espécie é Mulsant & Rey, tendo sido descrita no ano de 1861.
Trata-se de uma espécie presente no território português.